# Larry Skinner
Pour les articles homonymes, voir Skinner.
Larry Foster Skinner (né le 21 janvier 1956 à Vancouver, dans la province de la Colombie-Britannique au Canada) est un joueur professionnel canadien de hockey sur glace devenu entraîneur. Il évolue au poste de centre.

## Biographie

### Carrière en club
Il commence sa carrière en 1974 avec les Clubs de Winnipeg de la Ligue de hockey de l'Ouest. Il est choisi au cours du repêchage amateur de la LNH 1976 par les Scouts de Kansas City en sixième ronde, en quatre-vingt-douzième position. Il est sélectionné par les Aeros de Houston en cinquième ronde en cinquante-huitième position au repêchage amateur de l'AMH 1976. Il passe professionnel en 1976 avec les Reds de Rhode Island dans la Ligue américaine de hockey. Il fait durant cette saison ses premières apparitions avec les Rockies du Colorado dans la LNH. Joueur de ligue mineure, il part une première fois en Europe en 1981 chez l'Innsbruck EV dans le championnat d'Autriche. Il met un terme à sa carrière en 1988 après cinq saisons avec les Français Volants dans le championnat de France.

## Statistiques
| Saison     | Équipe                    | Ligue      |    | Saison régulière | Saison régulière | Saison régulière | Saison régulière | Saison régulière |   | Séries éliminatoires | Séries éliminatoires | Séries éliminatoires | Séries éliminatoires | Séries éliminatoires |
| Saison     | Équipe                    | Ligue      | PJ | B                | A                | Pts              | Pun              | PJ               | B | A                    | Pts                  | Pun                  |                      |                      |
| 1974-1975  | Clubs de Winnipeg         | LHOu       | 70 | 33               | 62               | 95               | 17               | -                | - | -                    | -                    | -                    |                      |                      |
| 1975-1976  | 67 d'Ottawa               | AHO        | 59 | 37               | 78               | 115              | 8                | -                | - | -                    | -                    | -                    |                      |                      |
| 1976-1977  | Reds de Rhode Island      | LAH        | 46 | 22               | 34               | 56               | 11               | -                | - | -                    | -                    | -                    |                      |                      |
| 1976-1977  | Rockies du Colorado       | LNH        | 19 | 4                | 5                | 9                | 6                | -                | - | -                    | -                    | -                    |                      |                      |
| 1977-1978  | Indians de Springfield    | LAH        | 14 | 1                | 5                | 6                | 2                | -                | - | -                    | -                    | -                    |                      |                      |
| 1977-1978  | Rockies du Colorado       | LNH        | 14 | 3                | 5                | 8                | 0                | 2                | 0 | 0                    | 0                    | 0                    |                      |                      |
| 1977-1978  | Roadrunners de Phoenix    | CHL        | 20 | 4                | 6                | 10               | 9                | -                | - | -                    | -                    | -                    |                      |                      |
| 1977-1978  | Gulls de Hampton          | LAH        | 15 | 7                | 9                | 16               | 6                | -                | - | -                    | -                    | -                    |                      |                      |
| 1978-1979  | Rockies du Colorado       | LNH        | 12 | 3                | 2                | 5                | 2                | -                | - | -                    | -                    | -                    |                      |                      |
| 1978-1979  | Firebirds de Philadelphie | LAH        | 67 | 34               | 33               | 67               | 34               | -                | - | -                    | -                    | -                    |                      |                      |
| 1979-1980  | Nighthawks de New Haven   | LAH        | 63 | 18               | 53               | 71               | 38               | 10               | 5 | 10                   | 15                   | 0                    |                      |                      |
| 1979-1980  | Texans de Fort Worth      | LCH        | 10 | 5                | 7                | 12               | 8                | -                | - | -                    | -                    | -                    |                      |                      |
| 1979-1980  | Rockies du Colorado       | LNH        | 2  | 0                | 0                | 0                | 0                | -                | - | -                    | -                    | -                    |                      |                      |
| 1980-1981  | Indians de Springfield    | LAH        | 48 | 21               | 40               | 61               | 36               | 7                | 3 | 8                    | 11                   | 4                    |                      |                      |
| 1981-1982  | Bears de Hershey          | LAH        | 18 | 5                | 14               | 19               | 2                | 5                | 2 | 7                    | 9                    | 0                    |                      |                      |
| 1981-1982  | Innsbruck EV              | Autriche   |    | 21               | 28               | 49               | -                | -                | - | -                    | -                    | -                    |                      |                      |
| 1982-1983  | Bears de Hershey          | LAH        | 14 | 8                | 9                | 17               | 2                | 4                | 1 | 0                    | 1                    | 0                    |                      |                      |
| 1983-1984  | Français Volants          | France 2   |    |                  |                  |                  |                  | -                | - | -                    | -                    | -                    |                      |                      |
| 1984-1985  | Français Volants          | France     | 25 | 44               | 16               | 60               |                  | -                | - | -                    | -                    | -                    |                      |                      |
| 1985-1986  | Français Volants          | France     | 32 | 32               | 41               | 73               |                  | -                | - | -                    | -                    | -                    |                      |                      |
| 1986-1987  | Français Volants          | France     | 36 | 50               | 35               | 85               | 52               | -                | - | -                    | -                    | -                    |                      |                      |
| 1987-1988  | Français Volants          | France     | 25 | 30               | 23               | 53               | 38               | -                | - | -                    | -                    | -                    |                      |                      |
| Totaux LNH | Totaux LNH                | Totaux LNH | 47 | 10               | 12               | 22               | 8                | 2                | 0 | 0                    | 0                    | 0                    |                      |                      |